# أوغوستو بوروزو
أوغوستو بوروزو (مواليد 13 أبريل 1974) هو لاعب كرة قدم. يلعب مع منتخب الإكوادور لكرة القدم. سبق له أن لعب في كأس العالم لكرة القدم مع منتخب بلاده.

## مسيرته الكروية
لعب أوغوستو بوروزو خلال مسيرته الاحترافية مع 7 أندية في واحد وعشرون موسمًا وسجل خلالها 34 هدفًا ضمن 520 مباراة. ولم يفز بأي موسم بالكأس وفاز في أربعة مواسم بالدوري.
خاض أوغوستو بوروزو مسيرته مع نادي إيميلك في موسم 1993 ليلعب معه اثنا عشر موسمًا، مشاركًا في 324 مباراة سجل خلالها 28 هدفًا. ثم انتقل إلى نادي برشلونة ما بين عامي 2005 و2006 لمدة موسم واحد، حيث شارك في 38 مباراة ولم يسجل أي هدف. لينتقل بعدها إلى نادي أوكاس ما بين عامي 2006 و2007 لمدة موسم واحد، مشاركًا في 30 مباراة سجل خلالها هدفين. ثم انتقل إلى نادي ديبورتيفو إل ناسيونال ما بين عامي 2007 و2008 لمدة موسم واحد، مشاركًا في 13 مباراة سجل خلالها هدفًا واحدًا. هذا وانتقل لاحقًا إلى نادي ماكارا في موسم 2008 ليلعب معه أربعة مواسم، مشاركًا في 94 مباراة سجل خلالها هدفين. ثم انتقل بعدها إلى موشك رونا ‏ ما بين عامي 2012 و2013 لمدة موسم واحد، مشاركًا في 16 مباراة سجل خلالها هدفًا واحدًا.

## روابط خارجية
- أوغوستو بوروزو على موقع الاتحاد الدولي (مؤرشف)  (الإنجليزية)
- أوغوستو بوروزو على موقع قاعدة بيانات كرة القدم.إي يو (الإنجليزية)
- أوغوستو بوروزو على موقع ناشيونال فوتبول تيمز (الإنجليزية)
- أوغوستو بوروزو على موقع Soccerway.com (الإنجليزية)